# Браїла Володимир Леонідович
Володи́мир Леоні́дович Браї́ла (нар. 21 серпня 1978, СРСР) — колишній український футболіст.

## Біографія
Почав виступати у криворізьких  командах — аматорських «Кривбасі-2», «Будівельнику» і друголіговому «Сіріусі», який у 1995 році об'єднався з іншим місцевим клубом, «Спортінвестом», за який і продовжив грати Браїла. У 1995 році також виступав за київське «Динамо-2».
Улітку 1996 року перейшов у вінницьку «Ниву». У Вищій лізі України дебютував 24 липня того ж року у виїзному матчі проти дніпропетровського «Дніпра» (4:0), Браїла вийшов на 58 хвилині замість Дмитра Лелюка. Після цього грав в аматорському дніпропетровському «Локомотиві».З 1997 року по 2001 роки виступав за маріупольський «Металург», в 1998 році грав за макіївський «Шахтар». Потім змінив ще низку українських клубів — сімферопольські «Таврію» і «ІгроСервіс», полтавську «Ворскла-Нафтогаз», «Динамо-ІгроСервіс», «Кримтеплицю» і «Олександрію». Улітку 2006 року перейшов до ужгородського «Закарпаття» та виступав у цьому клубі до 2010 року, після чого завершив кар'єру гравця.

## .Досягнення
- Переможець Першої ліги України (1): 2008/09
- Срібний призер Першої ліги України (1): 2006/07
- Переможець Другої ліги України (1): 2003/04
- Срібний призер Другої ліги України (1): 2005/06